# Richard Limo
Richard Kipkemei Limo (ur. 18 listopada 1980 w Cheptigit) – kenijski biegacz długodystansowy. W 2001 roku, w Edmonton zdobył złoty medal w biegu na dystansie 5000 metrów.